# Michael Chapman (direttore della fotografia)
Michael Chapman (New York, 21 novembre 1935 – Los Angeles, 20 settembre 2020) è stato un direttore della fotografia, regista, sceneggiatore e attore statunitense. Artista poliedrico all'interno della cinematografia statunitense, è conosciuto principalmente per la sua attività di direttore della fotografia. In questo ruolo ha avuto due candidature al Premio Oscar e una al Premio Emmy.

## Biografia
Iniziò la sua carriera svolgendo il mestiere di operatore, distinguendosi nel film Lo squalo di Steven Spielberg.
Raggiunse la fama grazie alla collaborazione fornita a Martin Scorsese in due suoi film, Taxi Driver e Toro scatenato. Fu anche direttore della fotografia per il remake del film L'invasione degli ultracorpi (Invasion of the Body Snatchers) del 1978, Terrore dallo spazio profondo.
Oltre all'attività con Scorsese, Chapman si occupò di fotografia con altri registi, tra cui Hal Ashby, Philip Kaufman, Martin Ritt, Robert Towne, Michael Caton-Jones, Andrew Davis, e Ivan Reitman.
Fu anche regista in proprio e, come tale, diresse il film Il ribelle (del 1983), con Tom Cruise, allora all'inizio della sua carriera. Il suo lavoro più recente fu Un ponte per Terabithia (2007).
Ebbe inoltre diversi ruoli di attore.

## Filmografia

### Direttore della fotografia

#### Cinema
- L'ultima corvé (The Last Detail), regia di Hal Ashby (1973)
- Alba di ghiaccio (The White Dawn), regia di Philip Kaufman (1974)
- Taxi Driver, regia di Martin Scorsese (1976)
- Il prestanome (The Front), regia di Martin Ritt (1976)
- Il prossimo uomo (The Next Man), regia di Richard C. Sarafian (1976)
- Rapsodia per un killer (Fingers), regia di James Toback (1978)
- Terrore dallo spazio profondo (Invasion of the Body Snatchers), regia di Philip Kaufman (1978)
- L'ultimo valzer (The Last Waltz), regia di Martin Scorsese (1978)
- Ragazzo americano (American Boy: A Profile of: Steven Prince), regia di Martin Scorsese (1978)
- Shoot the Sun Down, regia di David Leeds (1978)
- Hardcore, regia di Paul Schrader (1979)
- The Wanderers - I nuovi guerrieri (The Wanderers), regia di Philip Kaufman (1979)
- Toro scatenato (Raging Bull), regia di Martin Scorsese (1980)
- Due donne in gara (Personal Best), regia di Robert Towne (1982)
- Il mistero del cadavere scomparso (Dead Men Don't Wear Plaid), regia di Carl Reiner (1982)
- Ho perso la testa per un cervello (The Man with Two Brains), regia di Carl Reiner (1983)
- Ragazzi perduti (The Lost Boys), regia di Joel Schumacher (1987)
- Michael Jackson: Bad, regia di Martin Scorsese (1987) - cortometraggio
- S.O.S. fantasmi (Scrooged), regia di Richard Donner (1988)
- Sulle tracce dell'assassino (Shoot to Kill), regia di Roger Spottiswoode (1988)
- Ghostbusters II, regia di Ivan Reitman (1989)
- Scappiamo col malloppo (Quick Change), regia di Howard Franklin e Bill Murray (1990)
- Un poliziotto alle elementari (Kindergarten Cop), regia di Ivan Reitman (1990)
- Doc Hollywood - Dottore in carriera (Doc Hollywood), regia di Michael Caton-Jones (1991)
- Perversione mortale (Whispers in the Dark), regia di Christopher Crowe (1992)
- Il fuggitivo (The Fugitive), regia di Andrew Davis (1993)
- Sol levante (Rising Sun), regia di Philip Kaufman (1993)
- Schegge di paura (Primal Fear), regia di Gregory Hoblit (1996)
- Space Jam, regia di Joe Pytka (1996)
- Sei giorni sette notti (Six Days Seven Nights), regia di Ivan Reitman (1998)
- Storia di noi due (The Story of Us), regia di Rob Reiner (1999)
- The White River Kid, regia di Arne Glimcher (1999)
- The Watcher, regia di Joe Charbanic (2000)
- Evolution, regia di Ivan Reitman (2001)
- House of D, regia di David Duchovny (2004)
- Eulogy, regia di Michael Clancy (2004)
- Suspect Zero, regia di E. Elias Merhige (2004)
- Hoot, regia di Wil Shriner (2006)
- Un ponte per Terabithia (Bridge to Terabithia), regia di Gabor Csupo (2007)

#### Televisione
- Death Be Not Proud, regia di Donald Wrye (1975)
- King – serie TV, episodi 1x1 (1978)
- Baroque Duet, regia di Susan Froemke, Peter Gelb, Pat Jaffe e Albert Maysles (1992)
- Michael Jackson: Video Greatest Hits - HIStory, registi vari (1995) (segmento "Bad")
- Michael Jackson: Number Ones, registi vari (2003)

### Attore

#### Cinema
- L'ultima corvé (The Last Detail), regia di Hal Ashby (1973)
- Terrore dallo spazio profondo (Invasion of the Body Snatchers), regia di Philip Kaufman (1978)
- Sulle tracce dell'assassino (Shoot to Kill), regia di Roger Spottiswoode (1988)
- The Abyss, regia di James Cameron (1989)
- Scappiamo col malloppo (Quick Change), regia di Howard Franklin e Bill Murray (1990)
- Un poliziotto alle elementari (Kindergarten Cop), regia di Ivan Reitman (1990)
- Doc Hollywood - Dottore in carriera (Doc Hollywood), regia di Michael Caton-Jones (1991)
- Sol levante (Rising Sun), regia di Philip Kaufman (1993)
- Sei giorni sette notti (Six Days Seven Nights), regia di Ivan Reitman (1998)
- Storia di noi due (The Story of Us), regia di Rob Reiner (1999)
- The White River Kid, regia di Arne Glimcher (1999)
- Evolution, regia di Ivan Reitman (2001)
- House of D, regia di David Duchovny (2004)
- Eulogy, regia di Michael Clancy (2004)
- Suspect Zero, regia di E. Elias Merhige (2004)

#### Televisione
- I gioielli del fantasma (Gotham), regia di Lloyd Fonvielle (1988)
- Un'ardente passione (Third Degree Burn), regia di Roger Spottiswoode (1989)

### Regista

#### Cinema
- Il ribelle (All the Right Moves) (1983)
- Cro Magnon odissea nella preistoria (The Clan of the Cave Bear) (1986)

#### Televisione
- The Pointer Sisters: Dare Me (1985) - cortometraggio
- Annihilator (1986)
- PoV, co-regia di Hart Perry (1990)
- The Viking Sagas (1995)
- Peter Gabriel: Live in Athens 1987 (2013)

## Riconoscimenti
- Premio Oscar
  - Candidatura per Toro scatenato (1980)
  - Candidatura per Il fuggitivo (1993)
- 1980 – Premio Emmy
  - Candidatura per Toro scatenato
- 1981 – Boston Society of Film Critics Award
  - Premio per Toro scatenato
- 1981 – National Society of Film Critics Award
  - Premio per Toro scatenato